# 简·夏科夫斯基
简·夏科夫斯基（英語：Jan Schakowsky，1944年5月26日—），美国政治人物，民主党籍，现为代表伊利诺伊州第九国会选区的联邦众议员。

## 生平
夏科夫斯基出生于芝加哥，毕业于伊利诺伊大学初等教育专业。1976年至1985年间，她曾任伊利诺伊州公共行动项目主任。此后又任伊利诺伊州老龄公民委员会执行主席。1990年，竞选伊利诺伊州众议员成功。
她于1999年开始担任代表伊利诺伊州第九国会选区的联邦众议员，并连任至今。在国会中，她属于进步党团的成员。